# Zalaegerszegi tévétorony
A zalaegerszegi tévétorony vagy bazitai tévétorony a zalaegerszegi Bazitai-tetőn található. Az építmény 293 m tengerszint feletti magasságban található. Magassága 95 m, 53 méter magasságban körpanorámás kávézó és kilátóterasz működik. A tévétorony üzemeltetője az Antenna Hungária Zrt. A Zalaegerszegi TV digitális földfelszíni adását (DVB-T), valamint a Kossuth Rádió URH-FM adását sugározza.

## Története
Már az 1930-as években állt itt egy fából ácsolt kilátó, mellette szánkópálya üzemelt, ám ezek a második világháború alatt tönkrementek.
Építése 1970-ben kezdődött. A tévétorony funkciója a Zalaegerszeg és a város körüli körüli dombvidéken a televíziós vétel javítása volt. Az építmény három év alatt készült el. A kivitelező a Zala Megyei Állami Építőipari Vállalat (ZÁÉV) volt, de a torony törzsének zsaluzását a 31. Állami Építőipari Vállalat szakemberei végezték.
Az építés alatt egy tragikus baleset is történt. 1970. szeptember 18-án az antennatartó szerkezet szerelése közben elszakadt egy csörlő és a vasszerkezet a torony törzsébe zuhant, két munkást magával rántva, akik életüket vesztették. A torony tetején rekedt munkásokat a Magyar Néphadsereg helikoptere mentette ki.
A tévétornyot 1973. augusztus 17-én adták át Horn Dezső, a Közlekedés- és Postaügyi Minisztérium miniszterhelyettesének jelenlétében.
A vasvári tévéadó elkészülte után, 1988-ban a zalaegerszegi tévétornyot lekapcsolták az országos televíziós gerincadó hálózatról, attól kezdve csak a zalaegerszeg városi tévé műsorát sugározza.

## Elérhetőség
A tévétorony Zalaegerszeg délnyugati részén, a Bazitára vezető Bazitai utca mellett (Bazitai utca 1. szám alatt) található. Tömegközlekedéssel: a zalaegerszegi autóbusz-állomásról induló 7-es helyirárat érinti, a helyközi járatok közül pedig a következők: 6239, 6242, 6250, 6248, 6268. A kilátó április 1. és szeptember 30. között üzemel, naponta 11:00–20:00 között tart nyitva.